# ماورو غويكوتشيا
ماورو غويكوتشيا (بالإسبانية: Mauro Daniel Goicoechea Furia) (27 مارس 1988 مونتفيدو الأوروغواي - ) هو لاعب كرة قدم أوروغواني، يلعب كحارس مرمى.

## روابط خارجية
- ماورو غويكوتشيا على موقع الاتحاد الدولي (مؤرشف)  (الإنجليزية)
- ماورو غويكوتشيا على موقع إي إس بي إن إف سي (الإنجليزية)
- ماورو غويكوتشيا على موقع قاعدة بيانات كرة القدم.إي يو (الإنجليزية)
- ماورو غويكوتشيا على موقع ليكيب (الفرنسية)
- ماورو غويكوتشيا على موقع Soccerway.com (الإنجليزية)
- ماورو غويكوتشيا على موقع عالم كرة القدم.نت (الإنجليزية)
- ماورو غويكوتشيا على موقع AS.com (الإسبانية)